# Сергій (Теліх)

Єпископ Сергій (в миру Олег Андрійович Теліх, нар. 24 листопада 1966, м. Донецьк, Українська РСР, СРСР)  — архієрей Естонської православної церкви Московського патріархату, єпископ
Тезоіменитство — 17 грудня (30 грудня) в день пам'яті священомученика Сергія Ракверського.
1973–1983 роки — навчання в макіївській середній школі (Донецька область).
З 1983 по 1988 рік був курсантом Ленінградського вищого військового інженерно-будівельного училища. Після закінчення військового училища з 1988 по 1990 рік працював в м. Остров Псковської області старшим інженером морської інженерної служби. Згодом, у 1990 році, переведений в м. Палдіскі (Естонська РСР). У 1991 році хрестився в талліннському Олександро-Невському кафедральному соборі. У 1994 році переїхав в до Таллінна.
2009–2015 роки — навчання у Московській духовній семінарії (заочне відділення).
Рукоположений в сан диякона у березні 2009 року, в сан священника  — 19 грудня 2010 року (до Нікольського приходу м. Таллінна).
У 2016 році на кафедрі церковної історії Московської духовної академії захистив дипломну роботу.
Прийняв чернечий постриг з ім'ям Сергій (на честь свщмч. Сергія Ракверського) 5 жовтня 2011 року в Успенському Псковсько-Печерському монастирі. Був призначений ключарем Олександро-Невського собору м. Таллінна і керуючим канцелярією митрополита Талліннського і всієї Естонії.
27 грудня 2016  року Священний Синод РПЦ обрав його єпископом Маардуським, вікарієм Таллінської єпархії (журнал № 112). 28 грудня 2016 року був зведений в сан архімандрита, а 30 грудня того ж року відбулося наречення на єпископа. Хіротонізований за літургією в Храмі Христа Спасителя (м. Москва) 5 лютого 2017 року. Богослужіння очолив патріарх Московський і всієї Русі Кирило. Йому співслужили митрополити Волоколамський Іларіон (Алфеєв), Віленський Інокентій (Васильєв), архієпископ Верейський Євгеній (Решетніков), єпископи Даугавпілський Олександр (Матренін), Нарвський Лазар (Гуркін), Богородский Антоній (Севрюк), Броницький Парамон (Голубка) і Сакраментський Іриней (Стинберген).

### Нагороди
- Патріарша грамота (2020)